# BaaS
BaaS (англ. banking as a service — банк як послуга) — інноваційна B2B-послуга здачі банками в оренду своєї інфраструктури.

## Опис послуги
Клієнти BaaS — великі рітейлери, інфраструктурні компанії, вертикально інтегровані холдинги з великою кількістю ДП, компанії, що займаються управлінням активами (assets under management), фінтех-стартапи та інші організації, які бажають проводити платіжні транзакції усередині своєї інфраструктури (ERP-системи, web, application), але не мають можливість організувати власний банк або придбати існуючий.
Банківська інфраструктура, яка надається в оренду, включає ліцензію, платіжний процесинг, випуск карт, комплаєнс, засоби інформаційної безпеки, систему управління лімітами, систему управління інтервалами збору коштів, систему призначення головних рахунків і тих, які беруть участь, призначення платежів, логіку руху грошових коштів в режимі реального часу та ін.
По суті, клієнт BaaS орендує «потужності» фінансової організації в необхідних йому масштабах, подібно до того як прийнято експлуатувати хмарні ресурси (наприклад, Amazon Web Services або Google). Клієнт компонує набір сервісів на свій розсуд і під свої потреби, створюючи таким чином кастомізовану версію власного «банку». Користувач може здійснювати стандартні банківські операції (перевірка балансу, платежі, перегляд історії транзакцій) на клієнтському порталі без будь-якої взаємодії безпосередньо з банком.

## Приклади реалізації в світі
Німецький стартап FinLeap, що належить solarisBank, був запущений в 2016 році. Перші клієнти — платформа електронної комерції і постачальник подарункових карт.
Альфа-Банк створив бізнес-додаток BaaS, заснований на технології розподілених реєстрів (блокчейн).
В Європі BaaS для фінтех регулюється Директивою про платіжні послуги (PSD, 2007/64/EC) та 2-ю поправкою до неї (PSD2), яка була прийнята в листопаді 2015 року. Банківські ліцензії контролюються компетентними національними органами відповідно до Директиви 2013/36/ЄС та статті 14 Регламенту (ЄС) № 1024/2013. Регламент eIDAS встановлює вимоги до автентифікації та електронної ідентифікації, а також довірчих послуг для електронних транзакцій протягом усього наскрізного процесу. Додатковий нагляд за фінансовими та страховими операціями забезпечується Директивою 2004/39/ЄС та Директивою 2016/97/ЄС.